# گلافکوس کلریدس
گلافکوس ایوانو کلریدس (به یونانی: Γλαύκος Ιωάννου Κληρίδης) (زادهٔ ۲۴ آوریل ۱۹۱۹ در نیکوزیا – درگذشتهٔ ۱۵ نوامبر ۲۰۱۳ در نیکوزیا) سیاست‌مدار و چهارمین رئیس‌جمهوری قبرس بود.

## زندگی
پدر وی یک حقوق‌دان یونانی‌نژاد قبرسی بود. وی در جنگ جهانی دوم به نیروی هوایی پادشاهی بریتانیا پیوست ولی در ۱۹۴۲ به دست آلمان‌ها اسیر شد. پس از جنگ تحصیلاتش را در بریتانیا پی‌گرفت. در جریان انتقال قدرت از استعمار انگلستان به دولت قبرس و سپس در جریان تدوین قانون اساسی این کشور نقش بازی کرد.
در جریان کودتای ۱۹۷۴ در قبرس و حملهٔ ترکیه بدین کشور وی چندی کفیل ریاست جمهوری گردید.
از ۱۹۶۱ تا ۱۹۶۳ وی رئیس صلیب سرخ قبرس شد. از ۱۹۹۳ تا ۲۰۰۳ وی ریاست جمهوری قبرس را در دست داشت. گلافکوس کلریدس در ۱۵ نوامبر ۲۰۱۳ در سن ۹۴ سالگی درگذشت.